# Parathoracaphis kayashimai
Parathoracaphis kayashimai är en insektsart. Parathoracaphis kayashimai ingår i släktet Parathoracaphis och familjen långrörsbladlöss. Inga underarter finns listade i Catalogue of Life.